# N.E.W.S
N.E.W.S è il ventiquattresimo album da studio del cantante e musicista statunitense Prince, pubblicato nel 2003 dalla NPG Records.
Il disco è strumentale e contiene quattro tracce della durata di quattordici minuti ognuna.

## Descrizione
N.E.W.S fu registrato in poco più di un giorno e fu messo in vendita inizialmente solo tramite il sito web NPG Music Club il 26 maggio 2003. Il 22 luglio fu poi pubblicato normalmente. Nell'album si può ascoltare una moderna incarnazione dei Madhouse, una band creata da Prince alla fine degli anni '80. Eric Leeds, sassofonista dei Madhouse, suona in quest'album, mentre gli altri membri provengono tutti dalla band dei New Power Generation. Secondo le stime, N.E.W.S è il disco di Prince col più basso numero di vendite, calcolate in 30.000. Ma entrò nella top ten della classifica delle vendite online di Billboard e ottenne una nomination ai Grammy Awards.

## Tracce
1. North – 14:00
2. East – 14:00
3. West – 14:00
4. South – 14:00

## Musicisti
- Prince – chitarra, Fender Rhodes, tastiera e percussioni
- Eric Leeds – sassofono baritono e tenore
- John Blackwell – batteria
- Renato Neto – pianoforte e sintetizzatore
- Rhonda Smith – basso elettrico e acustico